# Chamalévri
Chamalévri, en grec moderne : Χαμαλεύρι, est un village du dème de Réthymnon, en Crète, en Grèce. Selon le recensement de 2011, la population de Chamalévri compte 111 habitants. Le village est situé à une altitude de 80 m et à 13,5 km de Réthymnon.

## Histoire
Sur la colline de Kakavélla, entre Chamalévri et Stavroménos, les ruines d'une colonie minoenne ont été découvertes. À Manousés, à environ 500 mètres au nord-ouest du village et au sud-ouest du site de Kakavélla, des ruines d'un établissement minoen et classique ont été trouvées. Un grand nombre de lampes ont été trouvées sur ce site et il pourrait s'agir d'un sanctuaire de la période III du Minoen tardif. Sur une autre colline voisine, Chatzamétis, un autre établissement a été découvert, daté de l'époque minoenne et antique, qui s'étend vers le nord jusqu'aux sites de Bláni (ou Boláni) et Tsikourgianá. À Boláni, un grand complexe de bâtiments de la période minoenne moyenne a été fouillé, dont la disposition donne l'impression d'un artisanat organisé. Des vases étranges et de multiples bûchers ont été découverts dans la région. On pense que des huiles essentielles étaient produites dans cette région. Au sommet de la colline Tsikourgianá, un grand bâtiment de la même période, connu sous le nom de maison Tzambakás, a été découvert. Au pied de la colline, des traces d'un établissement hellénistique ont été trouvées. Une carrière antique a été découverte au nord de la colline et un bain romain a été fouillé. A Trochála, à 1,5 km au sud-est de Hamaleuríon, un établissement des siècles obscurs a été découvert.
Paul Faure identifie la ville antique de la région à la ville de Pantomatrion (en). D'autres spécialistes estiment que le site de Chamalévri correspond vraisemblablement à la cité antique d'Allaria (en) et que l'ancienne ville portuaire de Pantomatrion se situe probablement dans la localité de Stavroménos.
Le village est mentionné par Francesco Barozzi, en 1577, sous le nom de Ghamalevri dans la province de Rethymnon. Le village est mentionné dans le recensement vénitien, de 1583, par Pietro Castrofilaca comme étant Camalevri avec 84 habitants. Francesco Basilicata, en 1630, le mentionne comme Camalavri. Dans le recensement turc de 1659, il est mentionné sous le nom de Hamalevri avec 36 maisons. Au recensement de 1834, effectué par les Égyptiens, la localité compte 10 familles chrétiennes et cinq musulmanes. Stérgios Spanákis (el) affirme que le nom dérive probablement du nom du premier colon, Chamalévri.

## Recensements de la population
| Recensements | 1900 | 1920 | 1928 | 1940 | 1951 | 1961 | 1971 | 1981 | 1991 | 2001 | 2011 |
| ------------ | ---- | ---- | ---- | ---- | ---- | ---- | ---- | ---- | ---- | ---- | ---- |
| Population   | 120  | 179  | 207  | 221  | 244  | 183  | 143  | 124  | -    | 122  | 111  |